# Maltby (Washington)
Maltby az Amerikai Egyesült Államok északnyugati részén, Washington állam Snohomish megyéjében elhelyezkedő település.
Maltby önkormányzattal nem rendelkező, úgynevezett statisztikai település; a Népszámlálási Hivatal nyilvántartásában szerepel, de közigazgatási feladatait Snohomish megye látja el. A 2010. évi népszámlálási adatok alapján 10 830 lakosa van.
Az 1887 óta lakott helység névadója Robert Maltby ingatlanügynök.
A Maltby Café az egykori tornaterem helyén működik. Az iskola épületében ma üzletek találhatóak.

## Népesség
A település népességének változása:
| Lakosok száma | 8267 | 10 830 | 11 277 |
|               | 2000 | 2010   | 2020   |

## Fordítás
- Ez a szócikk részben vagy egészben  a   Maltby, Washington című angol Wikipédia-szócikk ezen változatának fordításán alapul.  Az eredeti cikk szerkesztőit annak laptörténete sorolja fel. Ez a jelzés csupán a megfogalmazás eredetét és a szerzői jogokat jelzi, nem szolgál a cikkben szereplő információk forrásmegjelöléseként.